# Хапалов, Яков Гаврилович
Яков Гаврилович Хапалов (1851, Шадринск, Пермская губерния — 6 [18] марта 1886, Рим) — русский художник.

## Биография

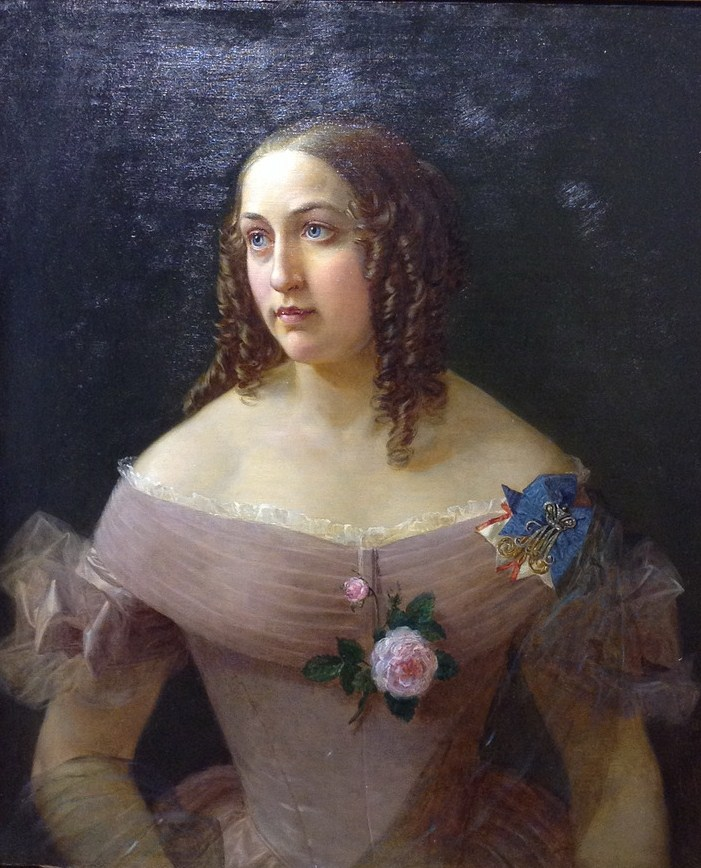
Портрет фрейлины Александры Александровны Зубовой, ур. Эйлер (1808–1870), супруги камергера А. Н. Зубова, матери А. А. Зубова. Копия Я.Г. Хапалова 1881 года с оригинала 1830-х годов.

Яков Хапалов родился в 1851 году в городе Шадринске Шадринского уезда Пермской губернии (ныне — город областного подчинения Курганской области). Родители были государственными крестьянами из Костромской губернии. 
Живописью начал заниматься самоучкой. В 1871 году поступил вольнослушателем в Императорскую академию художеств в Санкт-Петербурге.
За время обучения получил четыре серебряных медали Академии за рисунки и этюды с натуры: две малые серебряные (обе в 1874 году) и две большие серебряные (в 1875 и 1878 годах). В 1879 году получил малую золотую медаль Императорской академии художеств за картину «Христос и грешница». Ныне эта картина хранится в собрании Ульяновского областного художественного музея. Помимо возвышенности и лаконичности композиции, картина Хапалова отличается довольно большим размерами: 227х276 см. 
В дальнейшем Хапалов выставлял свои картины на ежегодных Академических выставках в 1877 и 1879 годах.
В 1880 году уехал в Италию. Оттуда присылал в Россию свои картины, в основном пейзажи Италии и жанровые сцены. Картины Хапалова при его жизни экспонировались на Всероссийской художественной выставке в Москве (1882) и на передвижной выставке 1886 года в Одессе.
Яков Хапалов скончался 6 (18) марта 1886 года в Риме и был похоронен на кладбище Тестаччо.